# Chenaktsang Dorje Tsering
Dorjé Tsering CHENAKTSANG aussi appelé Chabdrag Dorje Tsering (tibétain ཆབ་བྲག་རྡོ་རྗེ་ཚེ་རིང་།, Wylie : rdo rje tshe ring (chab 'gag)), de son nom de plume Jangbu (tibétain ལྗང་བུ་, Wylie : ljang bu), est né le 13 juin 1963, et élevé dans le royaume nomade de Sokpo, Mahlo, dans la province de Qinghai, ancienne province de l'Amdo, au Tibet. Il est un auteur de poèmes en vers libres et de nouvelles en tibétain.

## Biographie
Jangbu est né dans une famille de pasteur nomade dans la préfecture autonome tibétaine de Huang-nan au sud du Qinghai.
En juin 2012, il participe, avec sa traductrice Heather Stoddard, à une lecture organisée par la Société des écrivains ardennais à Charleville-Mézières au Musée Rimbaud.

## Œuvres
En 2003, il a créé le premier festival de poésie contemporaine tibétaine, la fontaine de jouvence. Ce festival est devenu une biennale : en 2005, sur les rives du lac Kokonor et en 2007, sur le haut plateau de Machu, toujours dans la province du Qinghai.
À partir de 2004, il s'est engagé dans le cinéma documentaire, une voie pratiquement inexplorée par les Tibétains. Il a réalisé trois films : Tantric Yogi en 2004, La Nonne Lhacham en 2006 et Kokonor, un lac en sursis en 2008.

## Publications
- Le hachoir invisible: anthologie poétique, traduit par Françoise Robin et Élise Mandine, Éd. l'Oreille du loup, 2012,  (ISBN 291729034X et 9782917290347)
- (en) The Nine-Eyed Agate: Poems and Stories, traduit par Heather Stoddard, Lexington Books, 2010,  (ISBN 1461662680 et 9781461662686)